# Contea di Clear Creek
La contea di Clear Creek (in inglese Clear Creek County) è una contea dello Stato del Colorado, negli Stati Uniti. La popolazione al censimento del 2000 era di 9 322 abitanti. Il capoluogo di contea è Georgetown.

## Geografia
La contea si trova nel centro-nord dello Stato, a ovest di Denver, a est delle Montagne Rocciose e dello Spartiacque continentale.

### Contee confinanti
- Contea di Gilpin - nord-est
- Contea di Jefferson - est
- Contea di Park - sud
- Contea di Summit - sud-ovest
- Contea di Grand - nord-ovest

## Storia
L'area era abitata dal popolo Ute. La contea è una delle contee originarie del Colorado e fu creata nel 1861. Prende il nome proprio dal fiume Clear Creek.

## Comuni
- Central City - city
- Empire - town
- Georgetown (capoluogo) - town
- Idaho Springs - city
- Silver Plume - town